# 维莱·马蒂拉
维莱·马蒂拉（芬蘭語：Ville Mattila，1903年3月9日—1987年7月11日），芬兰男子越野滑雪运动员。他曾代表芬兰参加1924年冬季奥林匹克运动会军事巡逻比赛和1928年冬季奥林匹克运动会越野滑雪比赛，其中1924年冬季奥运会获得一枚银牌。